# Тодзава (Ямаґата)

38°44′16″ пн. ш. 140°8′37″ сх. д. / 38.73778° пн. ш. 140.14361° сх. д.
Тодза́ва (яп. 戸沢村, とざわむら, МФА: [sakegawa muɾa]) — село в Японії, в повіті Моґамі префектури Ямаґата. Станом на 1 жовтня 2008 площа села становила 261,25 км². Станом на 1 січня 2009 населення села становило 5566 осіб.